# Wegkapelle (Bad Bocklet)

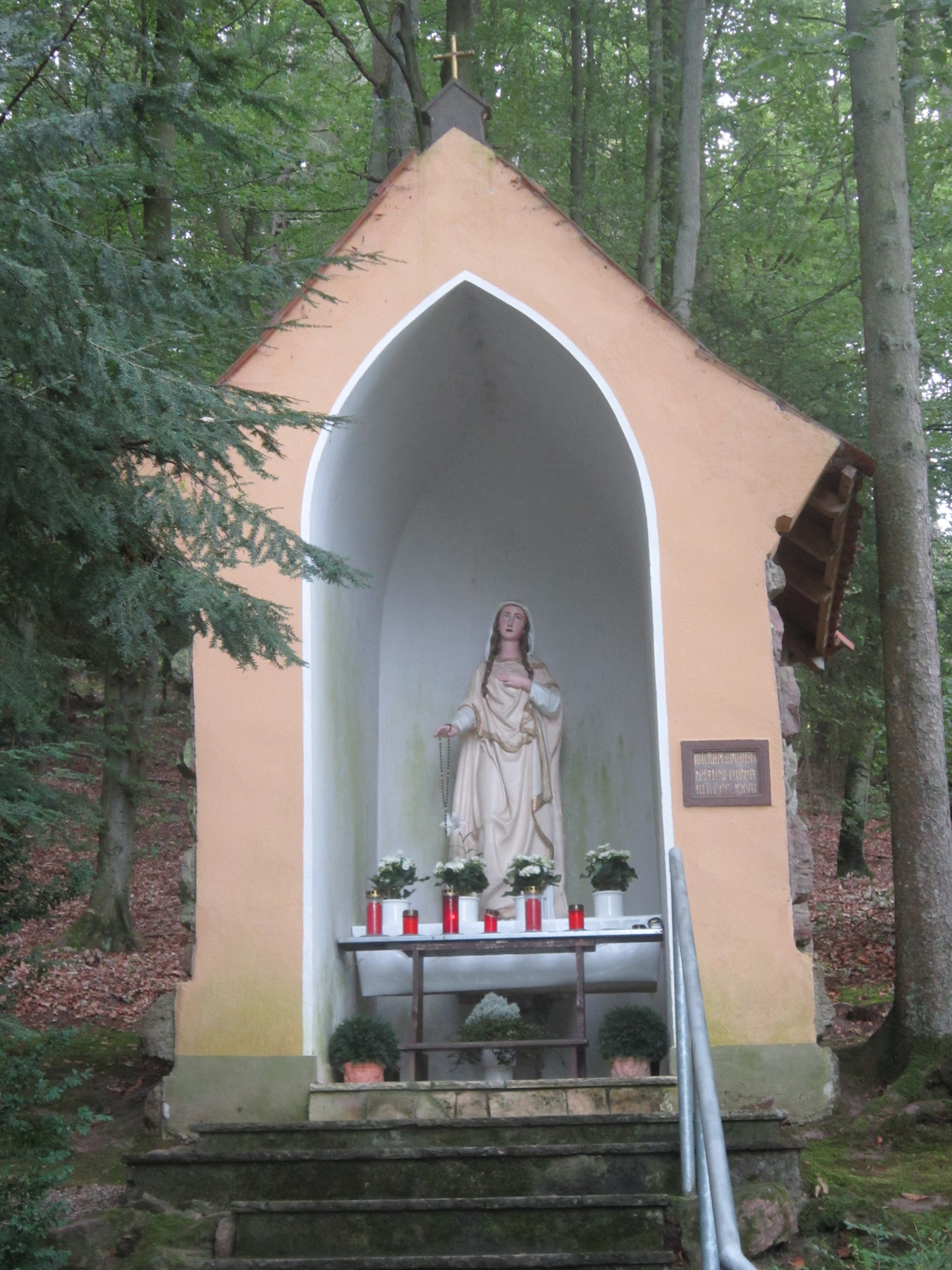
Wegkapelle

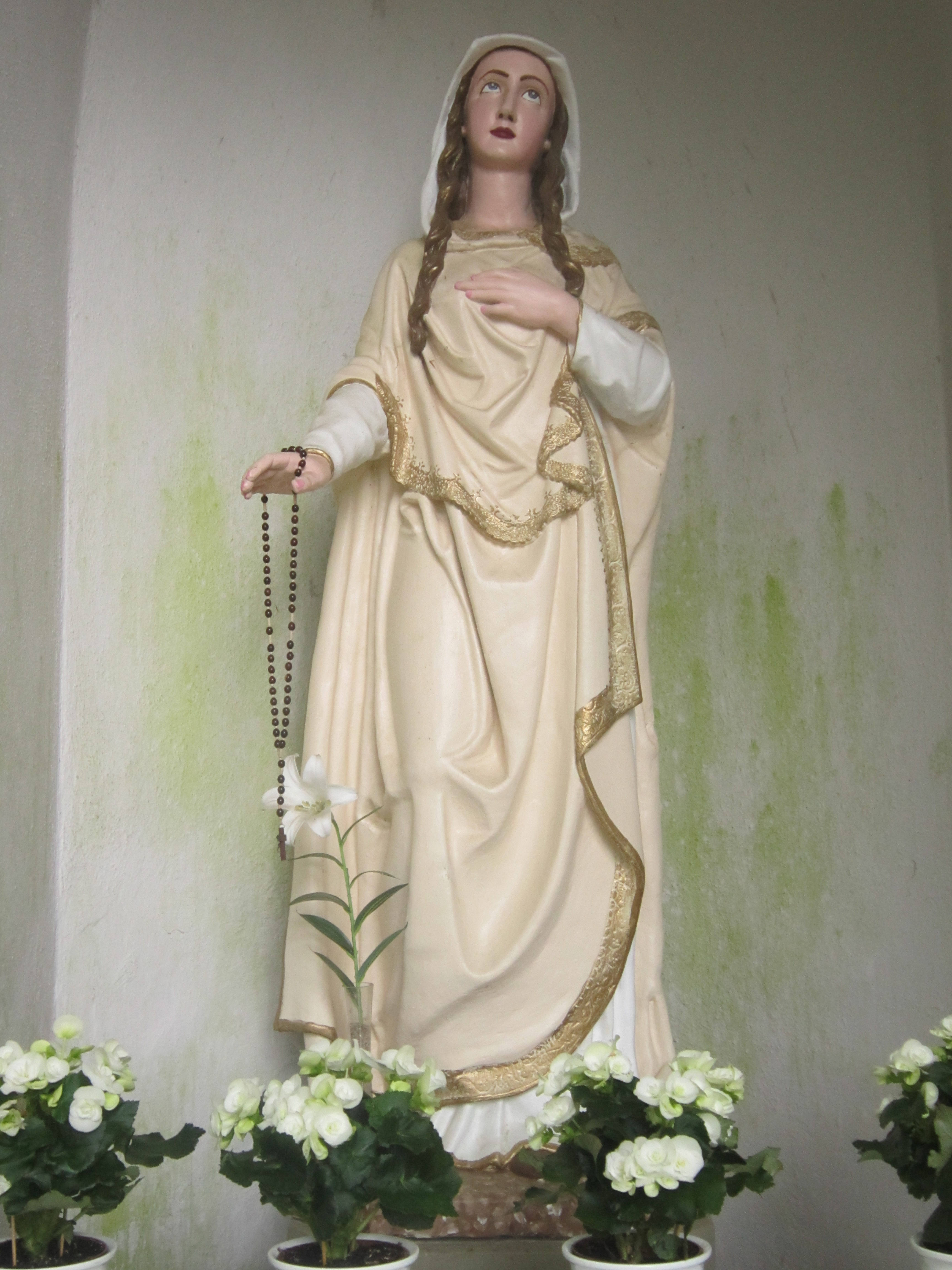
Madonnenfigur

Die Wegkapelle in Bad Bocklet, einem Markt im unterfränkischen Landkreis Bad Kissingen, wurde vom Bildhauer Michael Arnold gefertigt.
Die Kapelle mit der  Marienfigur gehört zu den Bad Bockleter Baudenkmälern und ist unter der Nummer D-6-72-112-16 in der Bayerischen Denkmalliste registriert.

## Geschichte
Michael Arnold schuf die Kapelle im Jahr 1877. Die Kapelle ist 3,75 Meter hoch und 2,85 Meter tief. Sie besteht außen aus Bruchsteinmauerwerk. Im offenen Innenraum ist sie verputzt und hell getüncht. Die Sandsteinfigur der heiligen Maria im Innenraum ist 1,65 Meter hoch und steht auf einem aus neugotischem Blattwerk gebildeten Sockelfuß.
Die Kapelle befindet sich am Bad Bockleter Stellberg und gehört zu dem Haus, in dem Michael Arnold in Bad Bocklet gewohnt hat.
Eine Tafel an der Fassadenseite der Kapelle weist die Marienstatue als Arnolds letztes Werk aus. Diese Ausweisung geht auf Hofrat Franz Michael Werner, Bürger von Aschach (heute Ortsteil von Bad Bocklet), zurück. Im Bad Kissinger Stadtteil Garitz wird jedoch die dortige Marienstatue als letztes Werk Arnolds angesehen.
Laut mündlicher Überlieferung in Arnolds Familie wurde die Statue von dessen Schüler Balthasar Schmitt vollendet.